# Marcos Martín de la Fuente
Marcos Martín de la Fuente (Palma, 17 de setembre de 1968) és un exfutbolista mallorquí, que jugava com a migcampista. Després de la seva retirada ha treballat com a coordinador del futbol base del RCD Mallorca.

## Trajectòria
Va sorgir de les categories inferiors del RCD Mallorca, amb qui va debutar a Primera Divisió a la temporada 87/88, l'any en què els balears baixaven de categoria. De nou a la màxima categoria a la 89/90, només hi va participar en nou partits, que van créixer fins a 22 en la següent.
L'estiu de 1991 deixa l'illa i fitxa pel Sevilla FC, on seria titular les cinc temporades que hi romandria a la capital andalusa. Va ser un dels jugadors més característics del Sevilla de la dècada dels 90, i si bé no era un jugador amb gol, va deixar un bon grapat de dianes al seu pas per l'Estadi Ramón Sánchez Pizjuán.
Amb el descens sevillà a l'estiu de 1996, Marcos canvia d'aires i marxa al CP Mérida. Jugaria 22 partits de la temporada 97/98 amb els extremenys a la màxima categoria, però el seu club tornaria a Segona divisió. El balear acompanyaria aquesta formació dues campanyes en la categoria d'argent, sent titular indiscutible.
L'estiu del 2000 retorna al RCD Mallorca, en una segona etapa que abastaria cinc temporades i on guanyaria la Copa del Rei del 2003. Amb el Mallorca va ser peça clau en els primers anys, mentre a poc a poc desapareixeria dels onzes titulars fins a jugar només deu partits en la seua darrera temporada, la 2005-06.
En total, Marcos va jugar 412 partits en primera divisió, marcant 25 gols.